# Sawaki Kódó
Sawaki Kódó róši (japonsky 澤木興道, 16. června 1880, Cu – 21. prosince 1965, Antaidži) byl japonský zenový mistr.
Narodil se v roce 1880 v zámožné rodině, nedaleko svatyně v Ise. Jmenoval se Caikiši.
Kódó Sawaki se stal opatem Antaidži v roce 1949, když byl ještě klášter na severu Kjóta. Róši Sawaki přivedl upadlý zen 20. století zpět k jeho kořenům, k praxi zazenu bez očekávání zisku. Společně se svým žákem róšim Učijamou Kóšóem proměnil Antaidži z místa, kde se studovala buddhistická teorie textů jako Šóbógenzó, na místo zasvěcené zenové praxi čistého zazenu. Později přejal péči o Antaidži róši Učijama, který byl ordinován v roce 1941, zatímco róši Sawaki cestoval po celém Japonsku a vedl seššiny (intenzivní týdenní meditace zazenu) na mnoha místech země. Každý měsíc se samozřejmě podobný seššin konal i v Antaidži. V roce 1962 se Sawaki konečně usadil natrvalo v Antaidži, protože se mu začalo hůř chodit. Učijama se o něj staral až do jeho smrti v prosinci 1965. Namísto složitých pohřebních obřadů rozhodl róši Učijama uspořádat na počest Sawakiho 49 dní dlouhý seššin, aby tím podtrhl Sawakiho důraz na zazen, který nelze nikdy nahradit rituály a ceremoniemi. Čtyřicetidevítidenní seššin se také stal počátkem seššinů nového ‘Antaidži stylu‘. Seššin bez hračiček – žádné kázání o dharmě, ani recitace súter, žádné mluvení, kjósaku, ani samu.